# ヘンリー・シンジョン (初代ボリングブルック子爵)
初代ボリングブルック子爵(或いはボーリングブローク子爵)ヘンリー・シンジョン（英語: Henry St John, 1st Viscount Bolingbroke, PC、1678年9月16日 - 1751年12月12日）は、イギリスの貴族、政治家、作家。
アン女王時代のトーリー党政権で北部担当国務大臣（在職：1710年 - 1713年）や南部担当国務大臣（在職：1713年 - 1714年）などの閣僚職を歴任したが、1714年のジョージ1世即位後にはホイッグ党に敗れ、一時フランスに亡命してジャコバイトと合流した。1723年に恩赦を受けて帰国し、パンフレットを通してホイッグ党政権を攻撃し続けた。1738年には政党政治を批判して「愛国王」による親政の必要性を説く『愛国王の理念』を著した。爵位名はボリングブロク、姓名はセントジョンとも表記される。

## 生涯

### 政界入りまで
1678年10月10日、イングランド王国サリーのバターシー（現在のワンズワース・ロンドン特別区）でシンジョン準男爵家の嫡男であるヘンリー・シンジョン（後に初代シンジョン子爵）と第3代ウォリック伯ロバート・リッチの娘メアリーの息子として生まれた。清教徒革命の政治家オリバー・シンジョンは曽祖父に当たる。
初期の経歴は不明でイートン・カレッジとオックスフォード大学クライスト・チャーチで学んだとされるが、どちらの名簿にも名前が載っていないことから非国教徒専門学校（Dissenting Academy）に在籍していたとも言われている。
1698年から1699年にかけてヨーロッパのグランドツアーに出かけ、フランス・スイス・イタリアを訪れフランス語を習得した。1700年にサー・ヘンリー・ウィンチコムの娘フランシス・ウィンチコムと結婚。

### トーリー党政権で

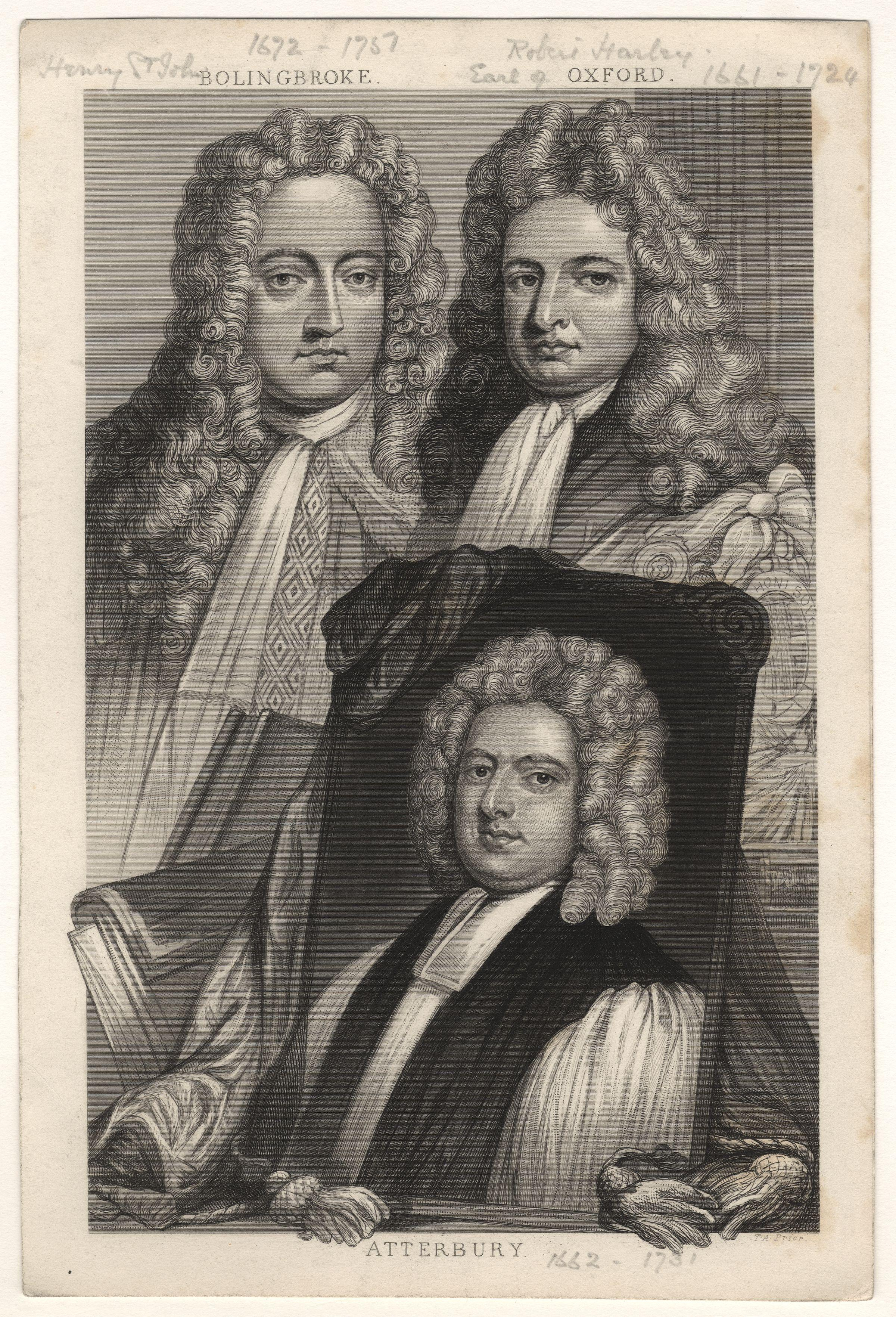
ボリングブルック子爵とロバート・ハーレー。肖像はロチェスタ主教フランシス・アタベリー（サー・ゴドフリー・ネラー準男爵の絵）。

1701年にウィルトシャーのウートンバセット選挙区から庶民院議員に選出される。トーリー党に所属した。政界入りしたシンジョンはロバート・ハーレー（後の初代オックスフォード伯爵＝モーティマー伯爵）に接近した。議会に内密で国王ウィリアム3世の命令でスペイン分割条約を結んだホイッグ党幹部の弾劾に参加、ジャコバイトに反対の立場を取った。
1702年にアン女王が即位。同年と1704年にトーリー党が議会に提出した非国教徒を公職から排除する便宜的国教徒禁止法案に賛成し政争に加わり、1704年に政府首班でトーリー党穏健派のシドニー・ゴドルフィンが法案を推進する急進派を政権から排除してハーレーら穏健派に交代させると戦時大臣に就任、ハーレーと親密になっていった。1708年にハーレーがゴドルフィンと対立して政権を去った時は行動を共にして辞任、1710年にハーレーがゴドルフィン政権を打倒して実施した総選挙ではバークシャー選挙区から選出されて復帰、大蔵卿として政権を奪ったハーレーの下で北部担当国務大臣に任じられ閣僚として外交、内政を担当することになった。
政権入りしてからはトーリー党の主張を取り入れホイッグ党の排斥を狙い、1711年に議員資格に一定の土地を必要とする法案（地主主流のトーリー党に有利）とイングランド国教会を多数建設する法案を成立、ケベック遠征を計画・実行させアンの歓心を得てオックスフォード伯（ハーレー。1711年にこの爵位に叙された）に次ぐ有力者にのし上がった。
1712年にオックスフォード伯がスペイン継承戦争終結のためフランスとイギリスの単独講和を図るようになると、交渉役の初代ジャージー伯爵エドワード・ヴィリアーズの急死に伴い後任に任命、トルシー侯ジャン＝バティスト・コルベールと交渉に入り条件を纏める一方で講和の障害と見られていたイギリス軍総司令官のマールバラ公ジョン・チャーチルを罷免、後任の司令官の第2代オーモンド公ジェームズ・バトラーに対してフランスの交戦停止を命令、1712年6月に休戦交渉を成立させるとイギリス軍を大陸から引き上げさせた。同年7月にボリングブルック子爵に叙爵され貴族院へ移籍。8月にフランスへ渡り休戦の延長条約に署名して帰国、任務を引き継いだ初代シュルーズベリー公チャールズ・タルボットが講和交渉を結び1713年のユトレヒト条約成立に繋がり、トーリー党は絶頂期を迎えた。
だが、オックスフォード伯との仲は次第に険悪となり、政界の主導権を巡って争うようになった。先の叙爵ではオックスフォード伯の妨害で本来伯爵となるはずだった所を子爵となった経緯でオックスフォード伯を恨むようになり、講和交渉の途中でオックスフォード伯の差し金で交代させられたり、ケベック遠征を中止させられそうになるなど対立は深まっていった。また、アンの後継者でも両者は一致せず、オックスフォード伯がアンの又従兄に当たるハノーファー選帝侯ゲオルク・ルートヴィヒを選んだのに対して、ボリングブルック子爵はアンの異母弟でジャコバイトが擁立するジェームズ・フランシス・エドワード・ステュアートを志向したため党内分裂を招いた。ただしトーリーは国教会死守が党是の一つであったので、ボリングブルック子爵もジェームズにカトリック信仰を捨てるよう説得にあたっていたが、ジェームズはそれを拒否していた。
1713年のジョナサン・スウィフトの仲裁にも耳を貸さずオックスフォード伯が指導力衰退でアンの信頼を損ねる一方でアンに接近していき、1714年7月27日にオックスフォード伯が大蔵卿を罷免されたが、ボリングブルック子爵も公金横領の発覚で大蔵卿に選ばれず、7月30日にシュルーズベリー公が大蔵卿に就任、閣僚会議でも途中参加した第6代サマセット公チャールズ・シーモアと第2代アーガイル公ジョン・キャンベルに牽制され政権掌握に失敗した。

### 失脚とジャコバイト合流

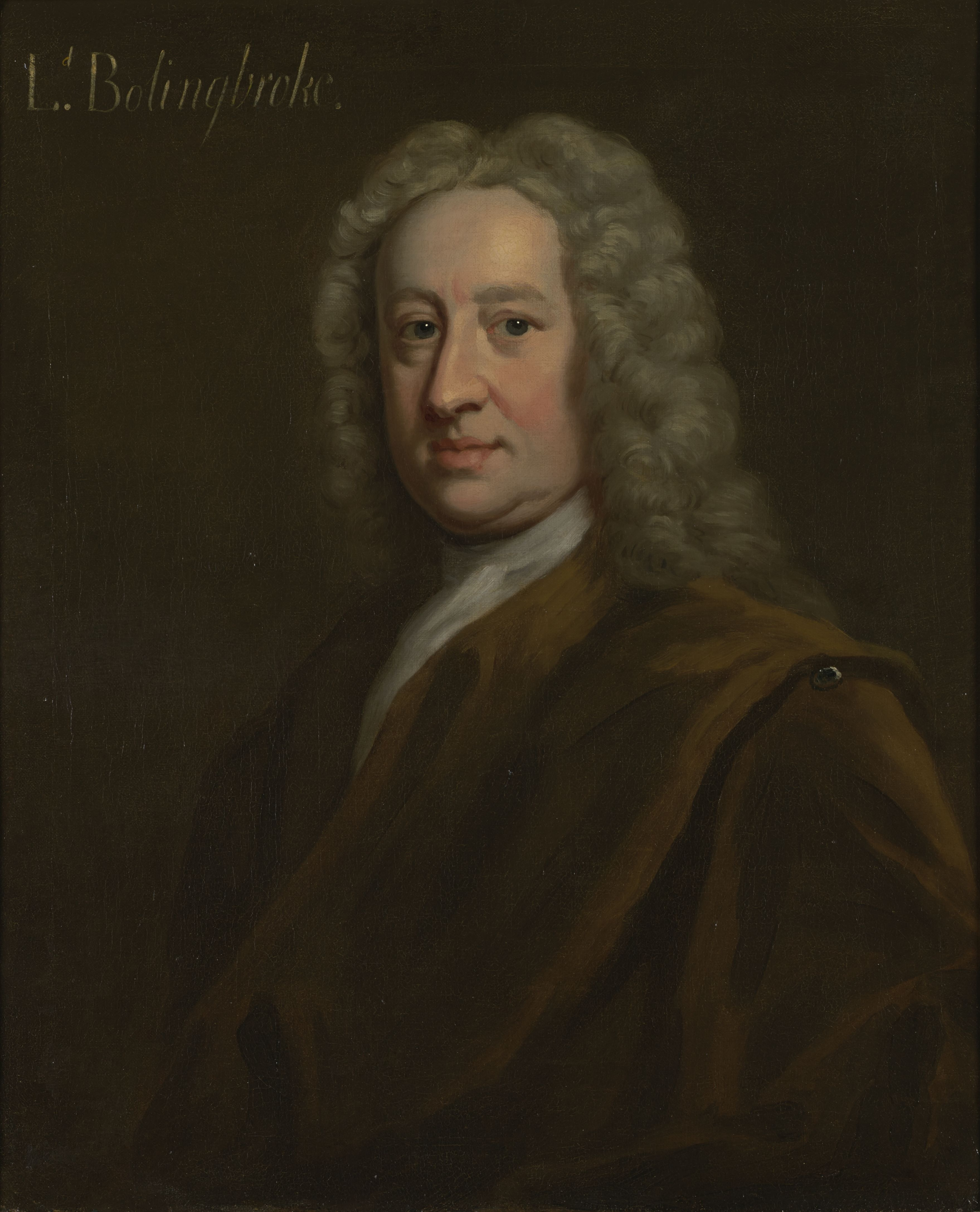
初代ボリングブルック子爵ヘンリー・シンジョン（チャールズ・ジャヴァス画）

8月1日にアンが崩御してステュアート朝が断絶し、ゲオルク・ルートヴィヒが渡英してジョージ1世に即位したが、ジョージ1世はジャコバイトを抱えるトーリーを倦厭していた。特に親ジャコバイトのボリングブルック子爵を嫌い、彼を国務大臣から罷免した。
さらに翌1715年1月の総選挙でホイッグ党が大勝したため、3月に招集された議会はボリングブルック子爵をはじめとするアン女王晩年のトーリー党政権幹部への追及の機運が高まった。政敵のロバート・ウォルポールにフランスとの単独交渉を批判されると、ボリングブルック子爵は身の危険を感じてフランスへ亡命した。
7月にはフランスに亡命中のジャコバイトの王「ジェームズ3世」の下に身を寄せて彼の「国務大臣」となった。ボリングブルック子爵のこの行動はホイッグ党にとってトーリー党をジャコバイトとして糾弾する上で格好の証拠となり、7月中にボリングブルック子爵は議会から私権剥奪を決議された。この頃にオックスフォード伯はロンドン塔へ投獄され、オーモンド公もジャコバイトへ走ったため、トーリー党幹部はあらかた一掃された。
ジェームズはハノーヴァー朝の不人気や合同後のスコットランド人の不満が高まっていることなどから復位に自信を持っていた。そしてスコットランドのジャコバイト蜂起に依拠した反乱計画を練った。ボリングブルック子爵はスコットランドだけに依拠するのは無謀であり、イングランド世論の支持を受けることが必要で、そのためには国教会に帰依すべきと勧めたが、ジェームズはカトリック信仰を捨てることを拒否し、スコットランド蜂起に依拠する路線を崩さなかった。
ボリングブルック子爵はマールバラ公らトーリー党幹部と接触して、トーリー党をジャコバイトに取り込もうと交渉していたが、その手配が済む前の9月にスコットランドでマー伯ジョン・アースキンらジャコバイトの反乱が発生してしまった。ジェームズも上陸したが蜂起は散々な失敗に終わり、ジェームズもすぐに逃げ帰ってくる羽目となった。この反乱でトーリーをジャコバイト扱いして排除する路線は強まり、ホイッグ一党支配が強化された。ボリングブルック子爵はジェームズやジャコバイトを見限り、本国からの恩赦を期待するようになった。
1720年には妻が亡くなり、マリー・クレール・デシャンと再婚している。また、亡命中にヴォルテールやモンテスキューと交流して哲学を学んだりしていた。

### ウォルポール政権への野党活動

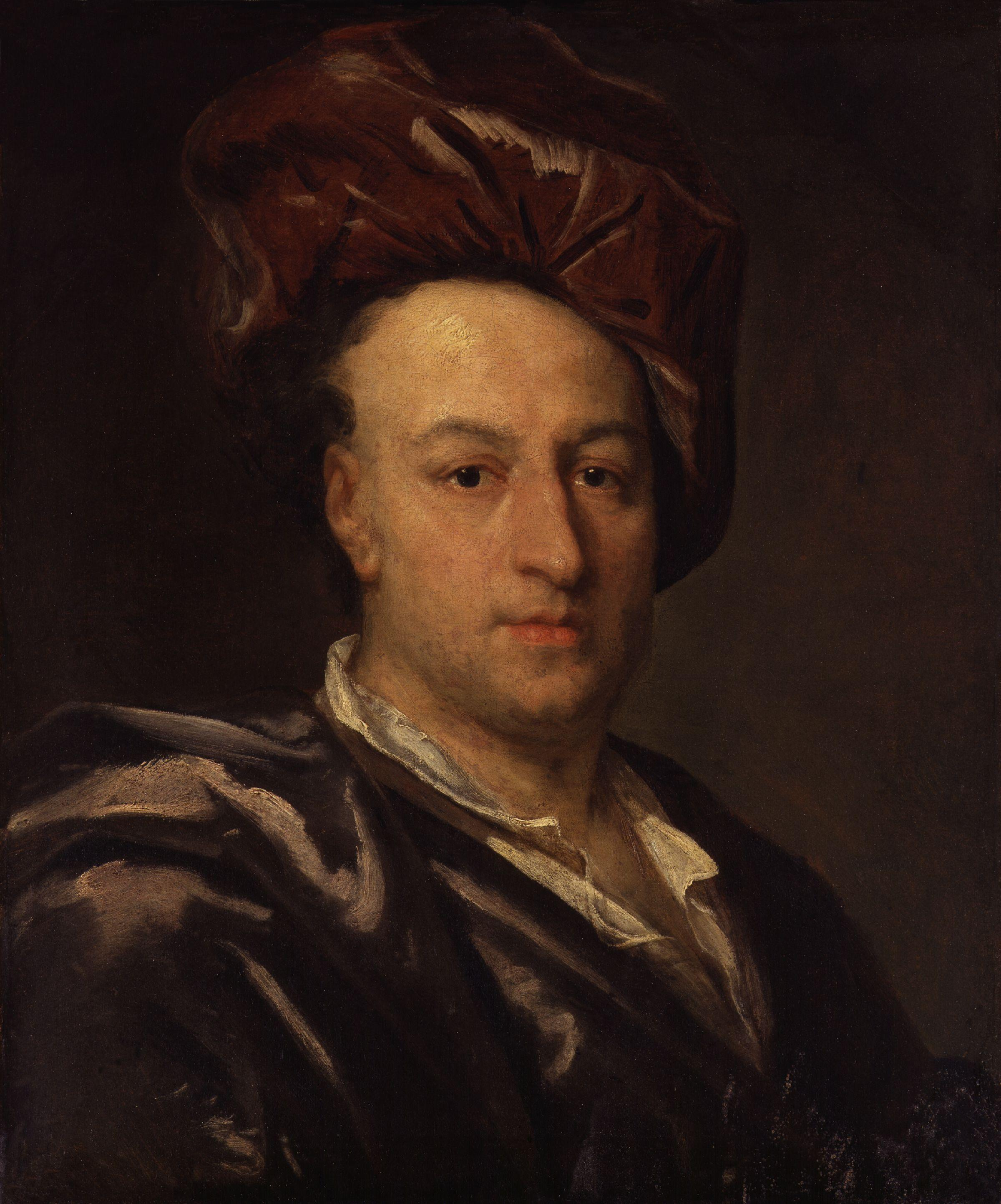
ボリングブルック子爵（ジョナサン・リチャードソン画）

1723年5月、恩赦を受けて帰国した。1725年に私権剥奪を取り消されたが、議会への復帰は出来なかった。トーリー党及びウォルポール政権からあぶれた一部のホイッグ党員が混在した野党に属し、ウォルポール政権を攻撃した（コート対カントリ）。
1726年からウィリアム・バルトニ（反ウォルポール・ホイッグ党議員）と共にウォルポールを批判する新聞『クラフツマン』を発行した。同紙は野党支持者にかなりの影響力を持ち、ウォルポール政権を窮地に陥れる。同紙面上で『イングランド史論』を掲載してイングランドの歴史を踏まえながら政権が名誉革命の原則を破っていると批判、議員の買収と常備軍維持、王権の議会侵害で政治危機に瀕していると主張して支持基盤である地方地主層を擁護した。さらに1733年から1734年にかけて『党派論』を著し政治改革を主張、選挙改革で短期間の会期と改選、王権の議会介入を阻止すべきと記した。しかし、1734年の総選挙でホイッグ党に敗北、内部との意見対立から政界引退した。

### 「愛国王の理念」
1735年にフランスへ渡りフォンテーヌブローへ移り住んだが、1738年にはイギリスへ戻った。この頃に書いた『愛国心についての手紙』や『愛国王の理念』の中でボリングブルック子爵は、現在の「腐敗しきっており、憲法違反をやめないホイッグ政権」を打倒するために反対党が必要であるが、政党政治は「政治的悪」であるので、いかなる党派も支持せずに「人民の共同の父」として「美徳の政治」を行う「愛国王」による親政が必要と訴えた。彼の理論によれば「愛国王」のもとでは腐敗も憲法違反もないので反対党は必要がないとされる。そのためボリングブルック子爵の政党論は終末論的と指摘される。

### 晩年と死去
1739年に再びフランスへ渡るが、1742年から1743年にイギリスへ帰国。1742年5月8日に父の初代シンジョン子爵が死去したが、シンジョン子爵位は特別継承権で次男以下の子孫が優先して継承することになっていたのでボリングブルック子爵は第5代シンジョン準男爵位のみ継承した。1744年に故郷のバターシーへ戻り、1751年に73歳で死去。地元の教会へ埋葬された。
ボリングブルック子爵には子供がなかったが、彼の爵位は特別継承権で父の男系男子への継承が認められていたため、甥の第3代シンジョン子爵フレデリック・シンジョンに継承された。

## 人物
ボリングブルック子爵の著作のうち政党政治を否定し、「愛国王」による親政を唱えた『愛国王の理念』は後世まで大きな影響を及ぼすことになった。ジョージ3世の家庭教師である第3代ビュート伯爵ジョン・ステュアートは、ジョージ3世教育の教材として『愛国王の理念』を使ったといわれる。この影響でジョージ3世は「ホイッグ寡頭支配」をもたらしている政党政治に否定的になり、親政志向を持ったという。また首相の大ピットもボリングブルック子爵の「愛国王」理念に共感し、その影響から党派に否定的だったという。
スクリブレルス・クラブの会員でもありジョナサン・スウィフトらと文学活動に励んでいた。

## 爵位・準男爵位
- 1712年7月7日、初代カウンティ・オブ・リンカンにおけるボリングブルック子爵（グレートブリテン貴族爵位）
- 1712年7月7日、初代カウンティ・オブ・ウィルツにおけるリディアド・トレゴズのシンジョン男爵（グレートブリテン貴族爵位）
- 1742年5月8日、第5代カウンティ・オブ・ウィルツにおけるリディアド・トレゴズのシンジョン準男爵（1611年創設イングランド準男爵位）[1]

## 著作
- 『イングランド史論』（1726年）
- 『党派論』（1733年 - 1734年）
- 『愛国心についての手紙』（1736年）
- 『愛国王の理念』（1738年）
- 『亡命に寄せる省察』(1754年) (高橋昌久訳『亡命に寄せる省察』(Reflections upon Exile) 京緑社 2022年)